# Traque sur Internet (série télévisée)
Pour le film original, voir Traque sur Internet (film).
Traque sur Internet (The Net) est une série télévisée américaine en 22 épisodes de 50 minutes, adaptée du film homonyme par John Brancato et Michael Ferris et diffusée entre le 19 juillet 1998 et le 27 mars 1999 sur USA Network. 
En France, la série a été diffusée à partir du 8 janvier 2000 sur Cinéstar 1, TF1, Téva, NT1, RTL9, AB1 et en Belgique sur Club RTL.

## Synopsis
Angela Bennett, jeune informaticienne qui mène une vie tranquille jusqu'au jour où elle tombe sur une information secrète, ce qui déplaît à une organisation secrète « les Prétoriens ». Angela se retrouve avec l'identité d'Elizabeth Marx, accusée d'espionnage électronique et du meurtre de sa meilleure amie, tuée par les Prétoriens. Elle décide de fuir et de prouver son innocence et aura comme seul allié un mystérieux ami avec qui elle parle sur internet sans l'avoir jamais vu portant le nom de code Sorcier. Angela et Sorcier vont combattre Les Prétoriens...

## Distribution
- Brooke Langton (VF : Laurence Dourlens) : Angela Bennett / Elizabeth Marx
- Joseph Bottoms (VF : Emmanuel Jacomy) : Sean Trelawney
- Tim Curry (VF : Michel Papineschi) : la voix du Sorcier (épisodes 1 à 10)
- Eric Szmanda (VF : Jérôme Berthoud) : Jacob Resh / Sorcier (épisodes 10 à 22)
- Jim Byrnes : M. Olivier
- Kelli Taylor (VF : Brigitte Aubry): Anna Kelly
- William Katt : Dr Phillip Wayland

## Épisodes
1. Identité effacée (Deleted)
2. Question de confiance (North by Northwestern)
3. Marchand de vies (Transplant)
4. Nouvelle vie (Death of an Angels)
5. Opération escalon (Kill the Buddha)
6. Témoin (Fireball)
7. Les pirates du loto (Jump Vector)
8. Erreur fatale (Go Like You Know)
9. Panne générale (Harvest)
10. Le pouvoir des nombres (Diamonds Aren't Forever)
11. Contamination générale (Bulls and Bears)
12. Le diamant n'est pas éternel (Pandora's Box)
13. Déchets toxiques (Sample)
14. Critique fatale (Lucy's Life)
15. Vedette sur internet (Pay the Line)
16. Les jeux sont faits (Lunatic Fringe)
17. Le prophète du futur (In Dreams)
18. Des secrets plein la tête (Y2N: Total System Failure)
19. Danger zéro (Zero)
20. Extrêmes duels (Last Man Standing)
21. Gaz toxique (Chem Club)
22. Caméras meurtres (eye-see-you.com)

## DVD
- Coffret 6 DVD de l'intégrale de la série sorti le 19 juillet 2006 chez l'éditeur Sony Pictures Entertainment.
- Erreur sur le coffret, sur le premier DVD, l'épisode 4 Contamination générale et en fait l'épisode 11.

## Commentaires
- L'histoire d'Angela contre les Prétoriens se termine au 19e épisode. Dans les épisodes 20-22, Angela et Jacob travaillent pour le C.I.C.
- Dans le 1er épisode on peut voir l'acteur William Katt, et dans l'épisode 20 l'acteur Dwayne Johnson l'ex catcheur devenu acteur.